# Ehretia siamensis
Ehretia siamensis là loài thực vật có hoa trong họ Ehretiaceae. Loài này được Teijsm. & Binn. ex Gagnep. & Courchet mô tả khoa học đầu tiên năm 1914.